# Marla Gibbs
Marla Gibbs, (John H. Stroger, Jr. Hospital of Cook County, 1931. június 14. –) amerikai énekesnő, színésznő.

## Élete és pályafutása
1944-ben férjhez ment, és 20 éves korára három gyermeke született. A chicagói Wendell Phillips High Schoolba járt, Sam Cooke-kal. 1969-ben elvált a férjétől. Filmes karrierje előtt a United Airlines-nál dolgozott. Csak akkor hagyta ott ezt a szakmát, amikor a The Jeffersons című sorozatban szerepet kapott és Florence Johnston megformálásával sikeressé vált.
A The  Jeffersons főszerepe mellett számos amerikai sitcomban játszott, és producerként is tevékenykedett. Visszatérő szerepeket kapott olyan sorozatokban mint a Szerelemhajó, a College Fever, a Kaliforniába jöttem és a Férjek gyöngye.
Az 1990-es években egy mozit vezetett, amely 1997-ben bezárt. Los Angelesben a Marla's Memory Lane dzsesszklub vezetője volt. 2006 májusában kiadta az It's Never Too Late című CD-t. Nővérével, Susie Garrettel létrehozta a Crossroads Art Academy színművészeti iskolát Los Angelesben.

## Válogatott filmográfia
- 1968: Yours, Mine and Ours
- 1973: Sweet Jesus, Preacherman
- 1974: Black Belt Jones
- 1975: Barney Miller (tévésorozat)
- 1975–1985: The Jeffersons
- 1976: Arthur Hailey’s the Moneychangers (minisorozat)
- 1981: Checking In (tévésorozat)
- 1981: The Love Boat (tévésorozat)
- 1985–1990: 227 (tévésorozat)
- 1990: Menu for Murder (tévéfilm)
- 1991: Last Breeze of Summer (rövidfilm)
- 1993: he Meteor Man
- 1993: Empty Nest (tévésorozat)
- 1993: In der Hitze der Nacht (tévésorozat)
- 1996: The Fresh Prince of Bel-Air (tévésorozat)
- 1997–1998: 101 kiskutya (tévésorozat)
- 1998–2002: The Hughleys (tévésorozat)
- 1999: Dawson’s Creek (tévésorozat)
- 1999: Lost & Found)
- 2000: Touched by an Angel (tévésorozat)
- 2001: The Brothers
- 2001: Judging Amy (tévésorozat)
- 2002: The King of Queens (tévésorozat)
- 2005: Cold Case (tévésorozat)
- 2005: Vészhelyzet (tévésorozat)
- 2006: Ways of the Flesh
- 2008: Lincoln Heights (tévésorozat)
- 2012: Southland (tévésorozat)
- 2012–2013: The First Family (tévésorozat)
- 2015: Scandal (tévésorozat)
- 2015: Hot in Cleveland (tévésorozat)
- 2015: American Horror Story (tévésorozat)
- 2017: Lemon
- 2017: This Is Us (tévésorozat)
- 2017: Please Stand By
- 2017: You Can’t Fight Christmas
- 2017, 2018: Black-ish (tévésorozat)
- 2018: Love Jacked
- 2018: The Thunderman (tévésorozat)
- 2018: Station 19 (tévésorozat)
- 2019: The Neighborhood (tévésorozat)
- 2019: El Camino: A Breaking Bad Movie
- 2020: One Day at a Time (tévésorozat)
- 2021: Young Sheldon (tévésorozat)
- 2005: Cold Case (tévésorozat)
- 2006: Ways of the Flesh
- 2008: Lincoln Heights (tévésorozat)
- 2012: Southland (tévésorozat)
- 2012–2013: The First Family (tévésorozat)
- 2015: Scandal (tévésorozat)
- 2015: Hot in Cleveland (tévésorozat)
- 2015: American Horror Story (tévésorozat)
- 2017: Lemon
- 2017: This Is Us (tévésorozat)
- 2017: Please Stand By
- 2017: You Can’t Fight Christmas
- 2017, 2018: Black-ish (tévésorozat)
- 2018: Love Jacked
- 2018: The Thunderman (tévésorozat)
- 2018: Station 19 (tévésorozat)
- 2018: NCIS (tévésorozat)
- 2019: The Neighborhood (tévésorozat)
- 2019: El Camino: A Breaking Bad Movie
- 2020: One Day at a Time (tévésorozat)
- 2021: Young Sheldon (tévésorozat)
- 2004–2005: Passions (tévésorozat)
- 2021:[ig Shot (tévésorozat)
- 2021–2022: Days of Our Lives (tévésorozat)
- 2022: Spirit Halloween
- 2022: Grey’s Anatomy (tévésorozat)
- 2023: History of the World, Part II (minisorozat)
- 2023: Unprisoned (tévésorozat)
- 2023: A Snowy Day in Oakland
- 2024: Not Dead Yet (tévésorozat)
- 2025: Will Trent (tévésorozat)

## Diszkográfia
- It's Never Too Late (2006)

## Díjak és jelölések
1982 és 2006 között ötször jelölték a NAACP Image Awardra,  de csak 1982-ben nyerte el a legjobb színésznő díját vígjátékban kategóriában a The Jeffersons című sorozatban nyújtott alakításáért. 1985-ben Golden Globe-díjra is jelölték a Jeffersons című filmben nyújtott alakításáért. 1981 és 1985 között ötször jelölték Emmy-díjra.